# 通州站
通州站是京哈铁路上的一座车站，位于北京市通州区中仓街道与玉桥街道交界处，中心里程为京哈线K20+578，距北京站20公里，距哈尔滨站1228公里，现由中国铁路北京局集团北京站管辖，等级为三等站。

## 历史
通州站始建于1901年（清光绪27年），当时正值八國聯軍占领北京期间，英国军队为加强对北京的控制、满足战时运输的需求，将关内外铁路由马家堡经永定门、东便门延至正阳门，同时修建东便门至通州北运河西岸的铁路支线，该线于1901年竣工通车:43，1902年8月24日移交至清政府，后一度称“京通铁路”。:46:342
通州站1901年落成时称通州南站，最初只有100米长的土站台及2条股道，1940年改为通州站，同时原通州站改为通州东站:191:353，1941年每日仅2对客运列车和4对货运列车。:461984年改名通县站，同年在京秦线电气化改造时全面改建，建成面积900平方米的车站主楼、面积1600平方米的货物站台、总面积6200平方米的东西两个货场等。:353
1997年随着通县改为通州区，本站更名为通州站，后因中国铁路大提速而停办客运业务。原京通支线终点通州东站后来并入通州站。:46
2017年8月，北京市发改委就北京市郊铁路城市副中心线相关工作做出批复，通州站在项目建议书中被列为拟设车站之一，此前，北京市交通委员会等部门已于2017年4月对通州站的交通接驳情况进行相关调研。通州火车站公交接驳临时场站项目于2017年9月开始招标。通州站在改造过程中，原有的低站台改为高站台，站房内增设闸机等客运设施。2017年12月31日，随着市郊铁路副中心线开通，改造完毕的通州站复办客运业务。

## 车站结构

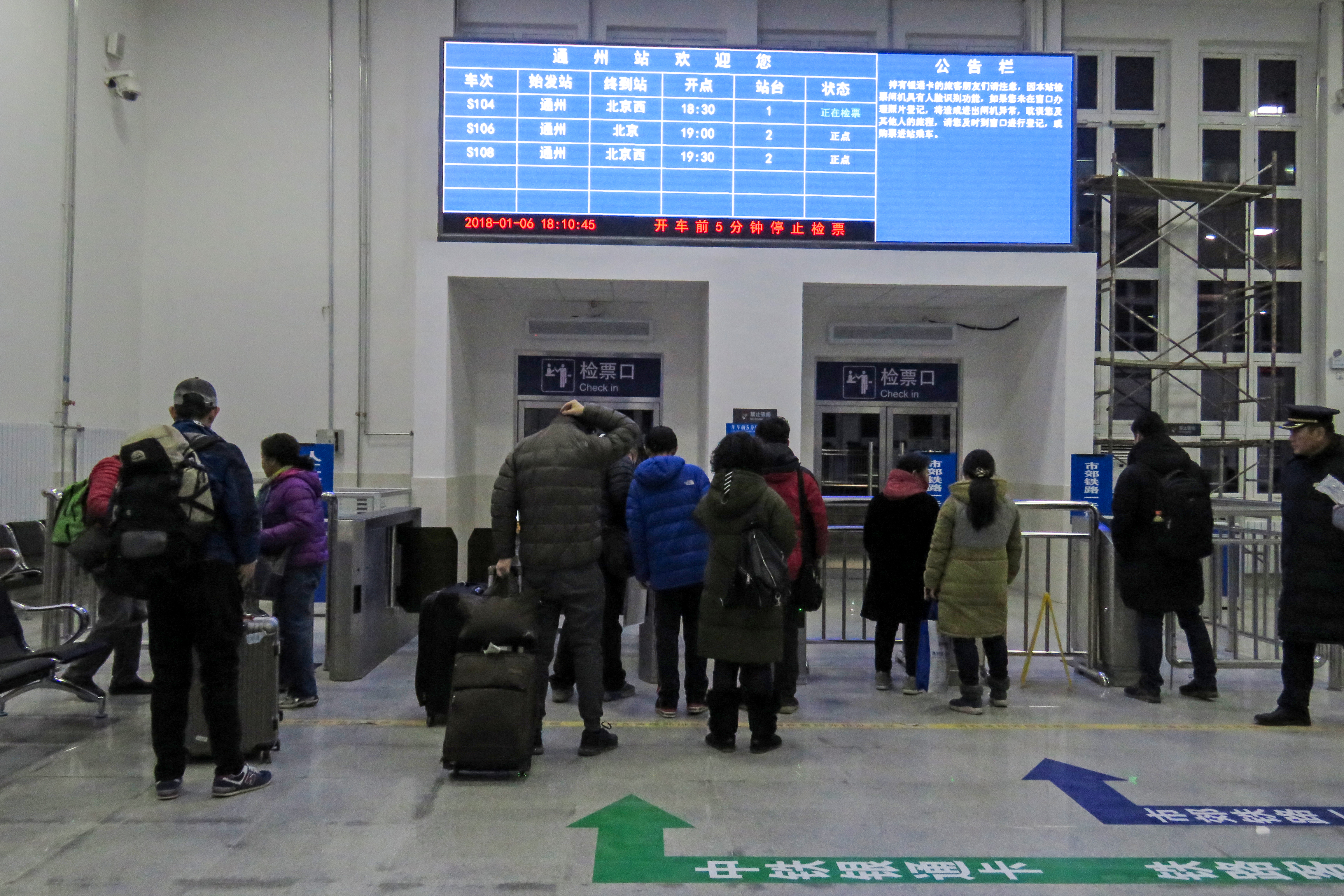
检票口

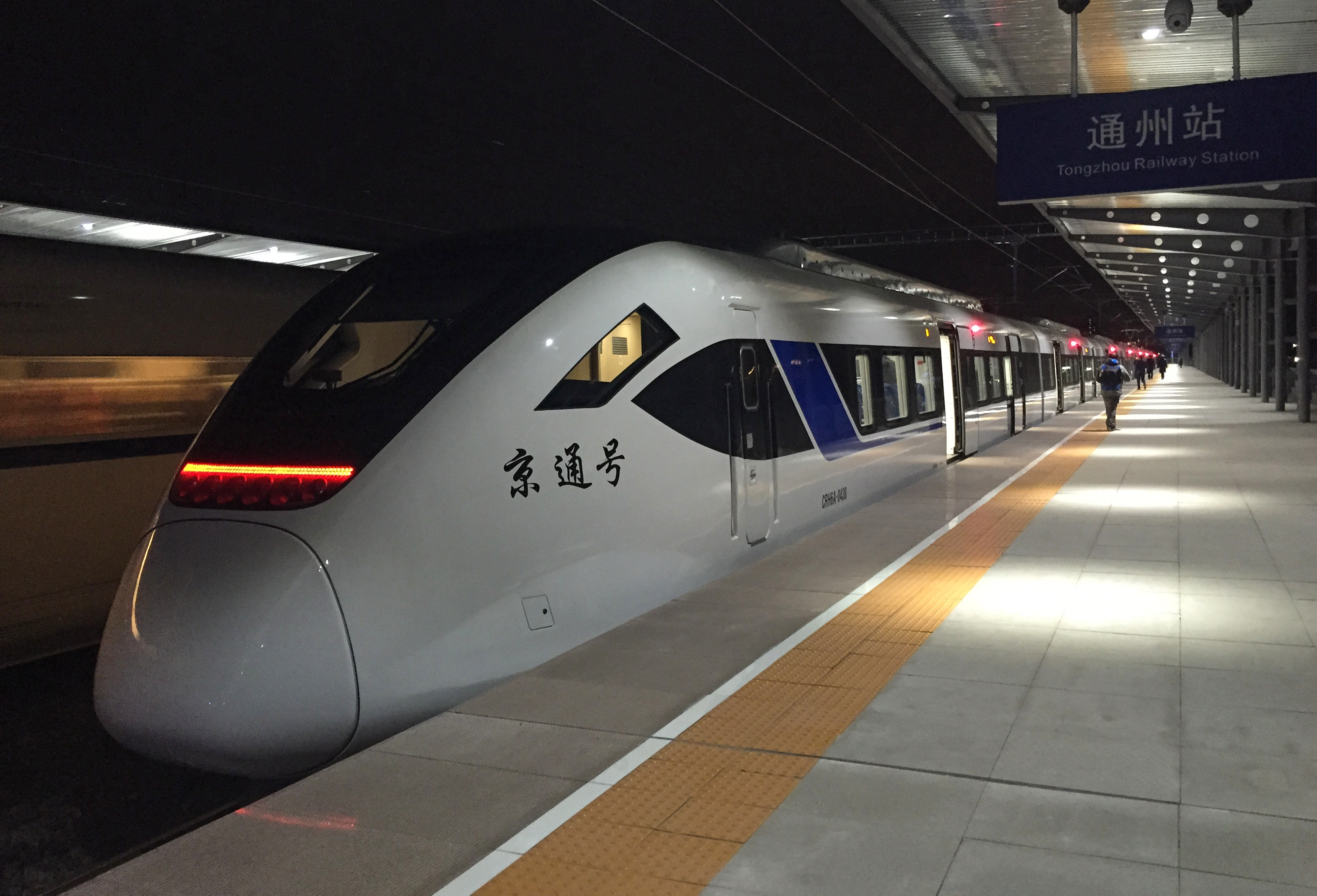
开往北京西的S104次列车停靠1站台

通州站目前为客（Ⅰ场）、货（Ⅱ场）两场纵列布置，客场布置如下：
| 站场 | 站房      | 进站、售票、候车、检票、办公区域 |
| 站场 | 側式月台  |                                  |
| 站场 | 1站台/3道 | 京哈铁路 往哈尔滨方向（燕郊）    |
| 站场 | Ⅰ道       | 京哈铁路 下行列车通过线          |
| 站场 | Ⅱ道       | 京哈铁路 上行列车通过线          |
| 站场 | 2站台/4道 | 京哈铁路 往北京方向（双桥）      |
| 站场 | 侧式月台  |                                  |

本站设有10条专用线，分别通往东方化工厂、日化二厂等机构:45，其中一条经过京东运乔建材城（后增设乔庄东站）的线路2019年命名为通乔线。

## 周边
- 合心超市
- 东里菜市場
- 新城东里幼儿园
- 中美综合神经科学研究院
- 通州区中西医结合医院
- 东方化工厂生活区
- 国家税务总局北京市税务局第四稽查局